# Henri Margot
Henri Margot, né en 1807 et mort en 1894, est un botaniste suisse.

## Biographie
D'origine genevoise, Henri Margot séjourne sur l'île de Zante, une des îles Ioniennes, de 1834 à 1837, comme précepteur des enfants du comte de Messala. À son retour, il entre en relation avec le botaniste Edmond Boissier.
En 1838, son Essai d’une flore de l’île de Zante, co-écrit avec Georges François Reuter, est publié sous forme d'in-quarto par les soins du botaniste Augustin Pyrame de Candolle, après que le texte a été lu à la Société de physique et d’histoire naturelle de Genève. Le catalogue paraît ensuite en deux parties dans les Mémoires de la société.
Henri Margot enseigne le latin et le grec à Vevey et pratique la botanique en amateur.

## Publications
- H. Margot et F.-G. Reuter, Essai d'une flore de l'île de Zante, Genève, 1838, 96 p. (lire en ligne)
- H. Margot et F.-G. Reuter, « Essai d’une flore de l’île de Zante. Première partie du catalogue », Mémoires de la Société de physique et d'histoire naturelle de Genève, vol. VIII,‎ 1839, p. 249–314 (lire en ligne)
- H. Margot et F.-G. Reuter, « Essai d’une flore de l’île de Zante. Seconde partie du catalogue », Mémoires de la Société de physique et d'histoire naturelle de Genève, vol. VIII,‎ 1840, p. 1–56 (lire en ligne)

## Source
- Augustin-Pyramus de Candolle, Mémoires et Souvenirs (1778-1841) édités par Jean-Daniel Candaux et Jean-Marc Drouin avec le concours de Patrick Bungener et René Sigrist, Chêne-Bourg, Genève, Georg Éditeur, coll. « Bibliothèque d’histoire des sciences », 2004, XV + 591 p. (ISBN 2-8257-0832-1)